# Херминони
Херминоните (Herminonen; лат.: Herminones) са група от германски племена.
Населявали са територията на Горна Елба и днешна Тюрингия и Северна Бавария от 1 до 3 век.
Според Тацит те произлизат от бог Ман, син на бог Туисто.
Към херминоните се причисляват племената свеби, хермундури, хати и херуски.